# Jurij Pieskow
Jurij Aleksandrowicz Pieskow (ros. Ю́рий Алекса́ндрович Песко́в, ur. 30 listopada 1936 w Rostowie nad Donem, zm. 31 grudnia 2020) – radziecki działacz przemysłowy i polityk, Bohater Pracy Socjalistycznej (1986).

## Życiorys
Syn żołnierza Armii Czerwonej Aleksandra, który 1945 zginął na froncie wojny z Niemcami. W 1951 ukończył szkołę siedmiolatkę w Rostowie nad Donem, w latach 1951-1954 był elewem szkoły Sił Wojskowo-Powietrznych nr 10, następnie został skierowany do szkoły lotników w Uralsku, 1955-1962 pracował w fabryce w Rostowie nad Donem. Kolejno uczeń tokarza, tokarz, montażysta, majster i mechanik odlewni, 1962 wieczorowo ukończył Rostowski Instytut Budowy Maszyn Rolniczych, od 1962 pracował w rostowskiej fabryce maszyn rolniczych „Rostsielmasz” kolejno jako zastępca głównego mechanika, od 1966 zastępca szefa działu produkcji, I zastępca szefa i szef produkcji, od 1970 zastępca dyrektora generalnego ds. produkcji, a od lutego 1978 główny inżynier. Od 1961 członek KPZR. Od października 1978 do rozpadu ZSRR dyrektor generalny Zjednoczenia Produkcyjnego „Rostosielmasz” (po rozpadzie ZSRR przekształconego w spółkę akcyjną), w latach 1983-1984 równocześnie z kierowaniem przedsiębiorstwem był wiceministrem inżynierii traktorowych i maszyn rolniczych ZSRR, 1992-1996 dyrektor spółki akcyjnej „Rostsielmasz”, od kwietnia 1996 na emeryturze. Doktor nauk technicznych i (od 1991) profesor. Od 1991 członek Akademii Inżynieryjnej Federacji Rosyjskiej, od 1992 członek Międzynarodowej Akademii Inżynieryjnej. W latach 1990–1991 członek KC KPZR. Deputowany do Rady Najwyższej RFSRR. Honorowy obywatel Rostowa nad Donem (1996) i obwodu rostowskiego (2011).

## Odznaczenia
- Medal Sierp i Młot Bohatera Pracy Socjalistycznej (10 czerwca 1986)
- Order Lenina (dwukrotnie - 1981 i 1986)
- Order Rewolucji Październikowej (1976)
- Order „Znak Honoru” (1971)
- Order „Za zasługi dla Ojczyzny” III klasy (11 listopada 1994)
- Order Przyjaźni (Rosja) (25 września 1999)
- Medal „Weteran pracy” (1985)

I medale.